# 德拉戈斯拉韋萊鄉

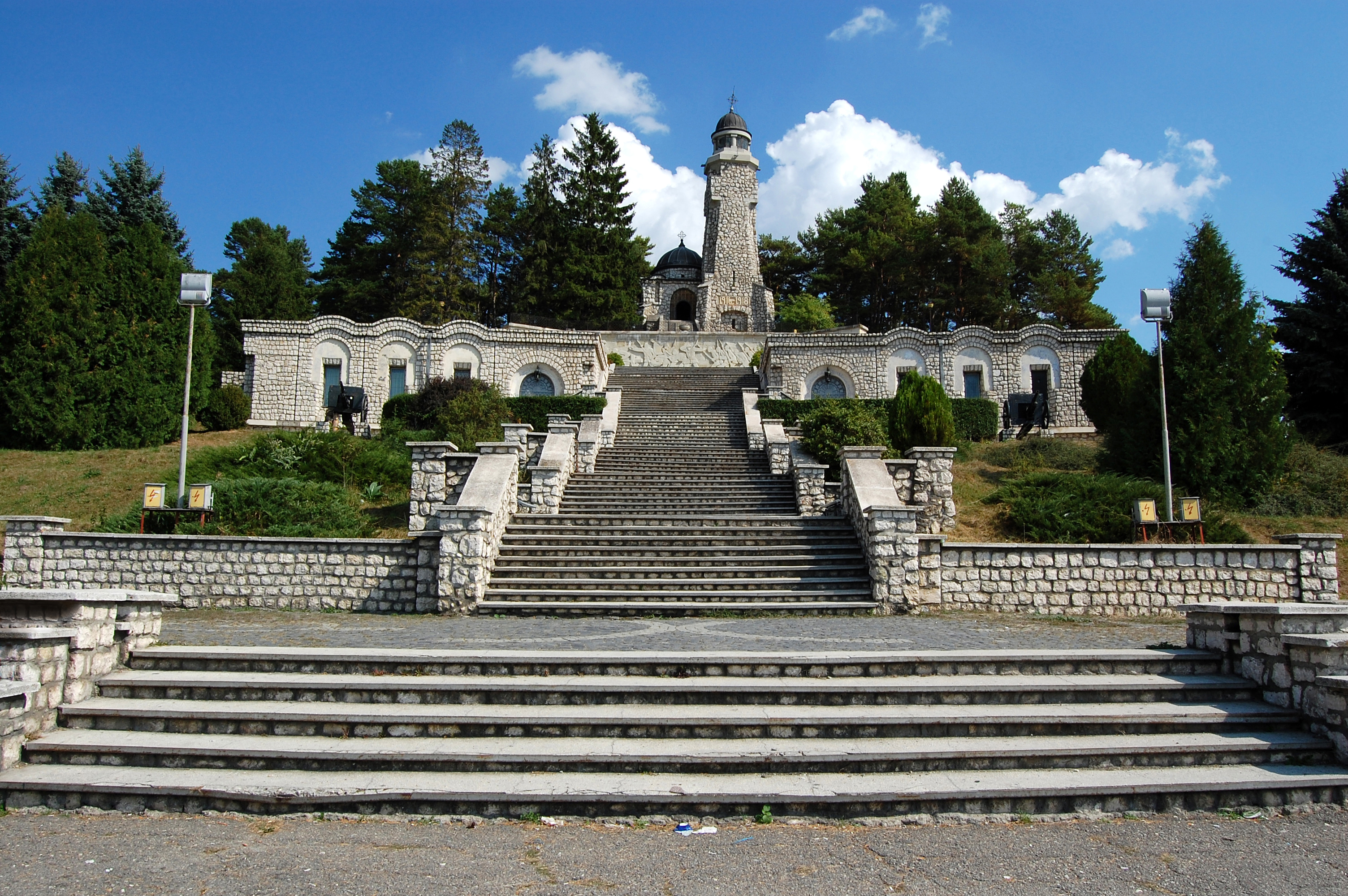

45°21′N 25°10′E / 45.350°N 25.167°E
德拉戈斯拉韋萊鄉（羅馬尼亞語：Comuna Dragoslavele, Argeș），是羅馬尼亞的鄉份，位於該國中南部，由阿爾傑什縣負責管轄，處於布加勒斯特西北面120公里，海拔高度683米，2002年人口2,549。